# Manganocummingtonite
La manganocummingtonite est un minéral de la famille des amphiboles appelé autrefois tirodite (jusqu'en 2003), et découvert en 1938 par Dunn et Roy. Sa formule chimique est Mn2Mg5Si8O22(OH)2.
Elle forme une série avec la manganogrunérite (anciennement dannemorite).